# Tridactyloidea
Super-famille
Les Tridactyloidea sont une super-famille d'insectes orthoptères.

## Liste des familles
Selon Orthoptera Species File (28 juin 2018) :
- Cylindrachetidae Giglio-Tos, 1914
- Ripipterygidae Ander, 1939
- Tridactylidae Brullé, 1835

## Publication originale
- Brullé, 1835 : Orthoptères et Hémiptères. Histoire naturelle des Insectes traitant de leur organisation et de leurs mœurs en général, par M.V. Audouin, et comprenant leur classification et la description des espèces par M. A. Brullé, F.D. Pillot, vol. 9, Paris p. 1-230.